# غاريت جوستين
غاريت جوستين (بالإنجليزية: Garrett Heath)‏ هو منافس ألعاب قوى أمريكي، ولد في 3 نوفمبر 1985 في وينونا في الولايات المتحدة.

## وصلات خارجية
- غاريت جوستين على موقع الاتحاد الدولي لألعاب القوى (الإنجليزية)
- غاريت جوستين على موقع الدوري الماسي (الإنجليزية)
- غاريت جوستين على موقع اللجنة الأولمبية والبارالمبية الأمريكية (الإنجليزية)